# Такакко
Такакко (англ. Takakkaw Falls) — водопад, расположенный в национальном парке Йохо, недалеко от городка Филд (Британская Колумбия, Канада). Высота водопада от вершины горы до впадения в реку Йохо составляет 381,1 м, что делает Такакко вторым по высоте водопадом в Канаде после водопада Делла Фоллс (440 м; для сравнения: Ниагарский водопад — 53 м). Однако, высота непрерывного падения меньше — 254 м.
Само слово «такакко» заимствованно от индейцев и на кри языках обозначает проявление восторга, восхищения, например, может переводиться: «Это прекрасно!».
Такакко питает небольшое озеро, образованное ледником Дэли (является частью ледника Вапутик), поэтому зимой водопад падает узкой струёй, достигая полной своей мощности летом, когда начинается интенсивное таяние ледника.
Такакко запечатлён в фильме 1995 года «Последний из племени людей-псов».